# Vladimir Kolev
Vladimir Kolev (bulgarsk: Владимир Колев født 18. april 1953) er en tidligere bulgarsk bokser.
Han deltog i OL i 1972 i weltervægt, men tabte i turneringens anden runde og opnåede ikke medalje. Ved de første verdensmesterskabet i amatørboksning i 1974 i Havanna på Cuba stillede han op i let-weltervægt, hvor han vandt en sølvmedalje efter at være blevet slået ud af Ayub Kalule fra Uganda i finalen. Ved OL 1976 i Montreal i Canada vandt han en bronzemedalje i let-weltervægt.